# Лисаковськ
Лисако́вськ (каз. Лисаков) — місто, центр Лисаковської міської адміністрації Костанайської області Казахстану.
Населення — 31748 осіб (2021; 36622 у 2009, 34540 у 1999, 33134 у 1989).

## Історія
Місто виникло на місці відкритого 1949 року Лисаковського родовищу залізної руди. Робітниче селище та гірничо-збагачувальний комбінат почали будувати 1961 року, а вже 1971 року селище отримало статус міста. У середині 1980-их років тут почалось будівництво хімічного заводу, але через розпад СРСР підприємство так і не було добудоване. 1992 року місто отримало статус вільної економічної зони.